# Trachylepis nganghae
Trachylepis nganghae là một loài thằn lằn trong họ Scincidae. Loài này được Ineich & Chirio mô tả khoa học đầu tiên năm 2004.